# آيدول
آيدول (بالانجليزية IDOL) هي أغنية للفرقة الكورية الجنوبية بي تي اس. تم إصدارها في يوم الجمعة بتاريخ 24 أغسطس 2018 بواسطة بيغ هيت انترتينمنت كالأغنية الرئيسية من ألبومهم التجميعي الثالث Love Yourself: Answer. كما تم تضمين نسخة إضافية للأغنية بالتعاون مع نيكي ميناج في نسخة الألبوم الرقمية. ترسمت ايدول في المركز الحادي عشر في مخطط بيلبورد هوت 100 وباعت نسختا الأغنية 43,000 تنزيلاً في الولايات المتحدة في أول أسبوع من الإصدار. نالت ايدول شهادة البلاتينيوم من رابطة صناعة التسجيلات الأمريكية.
في 3 يوليو 2019 تم إصدار نسخة يابانية من آيدول كأغنية جانبية إلى جانب النسخة اليابانية من Boy with Luv وأغنيتهم اليابانية الأصلية Lights.

## الخلفية والإصدار
كانت تحوم عدة شائعات عن وجود تعاون بين بي تي اس ونيكي ميناج وبالتحديد في اليوم الذي سبق إصدار الأغنية عندما تم إصدار المقطع التشويقي وذلك لأنه عندما بحث البعض عن الأغنية بواسطة تطبيق شازام تعرف التطبيق على الأغنية بأنها (ايدول لبي تي اس مع نيكي ميناج). ثم في 24 أغسطس 2018 وقبل ساعتين من إصدار الأغنية أكدت بيغ هيت عن وجود نسخة أخرى من ايدول بالتعاون مع نيكي ميناج والتي سيتم تضمينها في النسخة الرقمية من الألبوم كمسار إضافي.
كان لآيدول الفضل بابتداء تحدي آيدول أو Idol Challenge وهو تحدي رقص انتشر في الإنترنت بعد إصدار الأغنية، وفيه يقوم المشاركون بالرقص على مقطع الأغنية الرئيسي وتقليد تصميم رقصتها. شارك الكثير من المشاهير في التحدي كعضو فرقة B.A.P زيلو وستيفن تويتش بوس في برنامج ايلين.

## التأليف

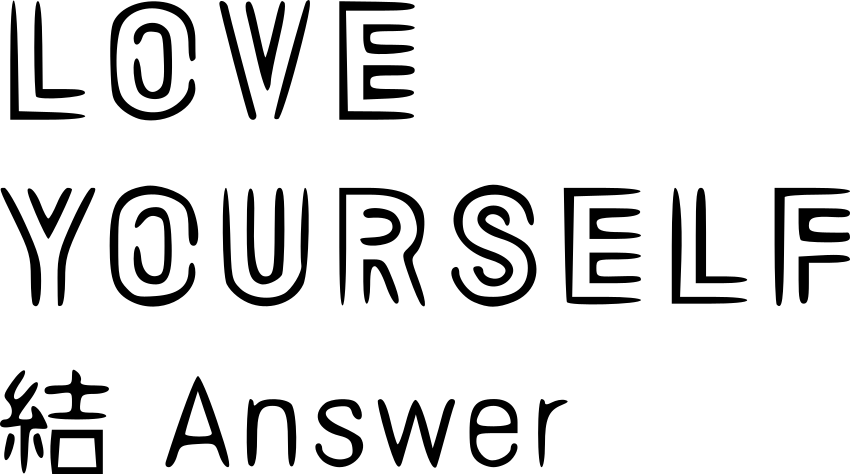
صورة لشعار ألبوم بي تي اس التجميعي Love Yourself: Answer

وصفت الكاتبة في مجلة بيلبورد تامار هيرمان ايدول بأنها "أغنية مستوحاة تقليدياً من الثقافة الكورية باحتوائها على العديد من الآلات الموسيقية الكلاسيكية الكورية. ووفقاً لعدة مصادر إعلام؛ آيدول، كأغنية وكفيديو موسيقي، أساساً مستوحاة من أسلوب الغناء الشعبي الكوري المدعوّ بانسوري. وأيضاً من فيلم جون وو face/off. وكالة يونهاب قالت "الأغنية موسيقى إلكترونية راقصة بأسلوب موسيقى الرقص الجنوب إفريقية. حيث تم دمج الإيقاع الإفريقي مع الألحان الشعبية الكورية من الطبول الشعبية التي كانت تُستخدم من قِبل المزارعين الكوريين قديماً". صحيفة Rolling Stone India قالت أنه "وفقاً لوكالة بيغ هيت، فإن آيدول كانت مستوحاة من أسلوب موسيقى gqom (نوع من الموسيقى الإلكترونية الراقصة برزَ في جنوب إفريقيا) فهي تجمع ضربات الطبول التقليدية قوية الوَقع مع البيس والسينثسيزر بشكل يوازن بين ماهو تقليديّ وحديث"، مضيفةً "اجتماع الآلات في هذه الأغنية، مثل المزامير والأبواق الكورية المحلية مع الألحان الإفريقية والتراب راب وموسيقى الإلكترونيكا، كل هذا يُساهم في توسعة مفهوم الأغنية الغنيّ ثقافياً والمتنوع على نحوٍ عالميّ".
تم تلحين آيدول في المفتاح الموسيقي دو مرتفع صغير بسرعة إيقاع 126 دقة في الدقيقة. وهي مزيج من عدة أنواع موسيقية كالبوب، موسيقى العالم، الار اند بي المعاصر، والبوب الكوري.

## الفيديو الموسيقي
تم إصدار المقطع التشويقي للأغنية في 22 أغسطس 2018 وأُصدر الفيديو الموسيقي بالتزامن مع الإصدار الرسمي بيوم 24 أغسطس. وفقاً ليوتيوب، حصد الفيديو الموسيقي 56 مليون مشاهدة في أول 24 ساعة من إصداره محطماً الرقم القياسي لأكثر فيديو مشاهدة لفرقة كورية في أول 24 ساعة الذي كان سابقاً لأغنية بلاكبينك Ddu-Du Ddu-Du والرقم القياسي لأكثر فيديو مشاهدة في أول 24 ساعة في المنصة بكاملها متخطياً الرقم السابق لتايلور سويفت التي حصدت 43.2 مليون مشاهدة في أول يوم من إصدار أغنيتها Look What You Made Me Do. وفي 29 أغسطس 2018 أصبح فيديو آيدول أسرع فيديو موسيقي يصل لمئة مليون مشاهدة في يوتيوب قبل أن تحطم أريانا غراندي الرقم في نفس السنة مع أغنيتها Thank you, next.
تم إصدار الفيديو الموسيقي مع نيكي ميناج في 6 سبتمبر 2018 وقد كان شبيهاً لحدِ كبير للفيديو الموسيقي الأصلي مع بعض المشاهد الإضافية وتواجد نيكي في الفيديو وهي تغني مقطعها مع ظهور الترجمة الكورية للكلمات خلفها في الفيديو. وينتهي الفيديو مع لقطات تم تحميلها من المعجبين لتحدي ايدول.
صنع الفيديو الموسيقي المُخرج تشوي يونغ سوك من فريق Lumpens. مع Guzza، MinJe، Jeong، بارك هي هونغ من نفس الفريق كمساعدين مخرجين كما أشرف على التصوير السينمائي مان هيون وو من GDW.
وصلت مشاهدات الفيديو الموسيقي لايدول مليار مشاهدة في يوم 11 سبتمبر 2021، وأصبح بذلك سادس فيديو موسيقي لبي تي اس يصل لهذا العدد مستغرقاً 3 سنوات و18 يوماً.

## رأي النقاد
وصفت رايزا بيرنر من مجلة التايم آيدول بأنها «أغنية حماسية تنفع للنوادي، ذات إيقاع ثقيل ينبض بالطاقة مع لمسة من الساكسوفون فوقها» ويميز الأغنية كونها «تمر بتغيرات ملحوظة أثناء الاستماع لها». وفيما يخص التعاون مع نيكي ميناج، تظن بيرنر أنّ «هذا التعاون هو بداية وصول بي تي اس الوشيك للمشهد في الولايات المتحدة».

## الأداء التجاري

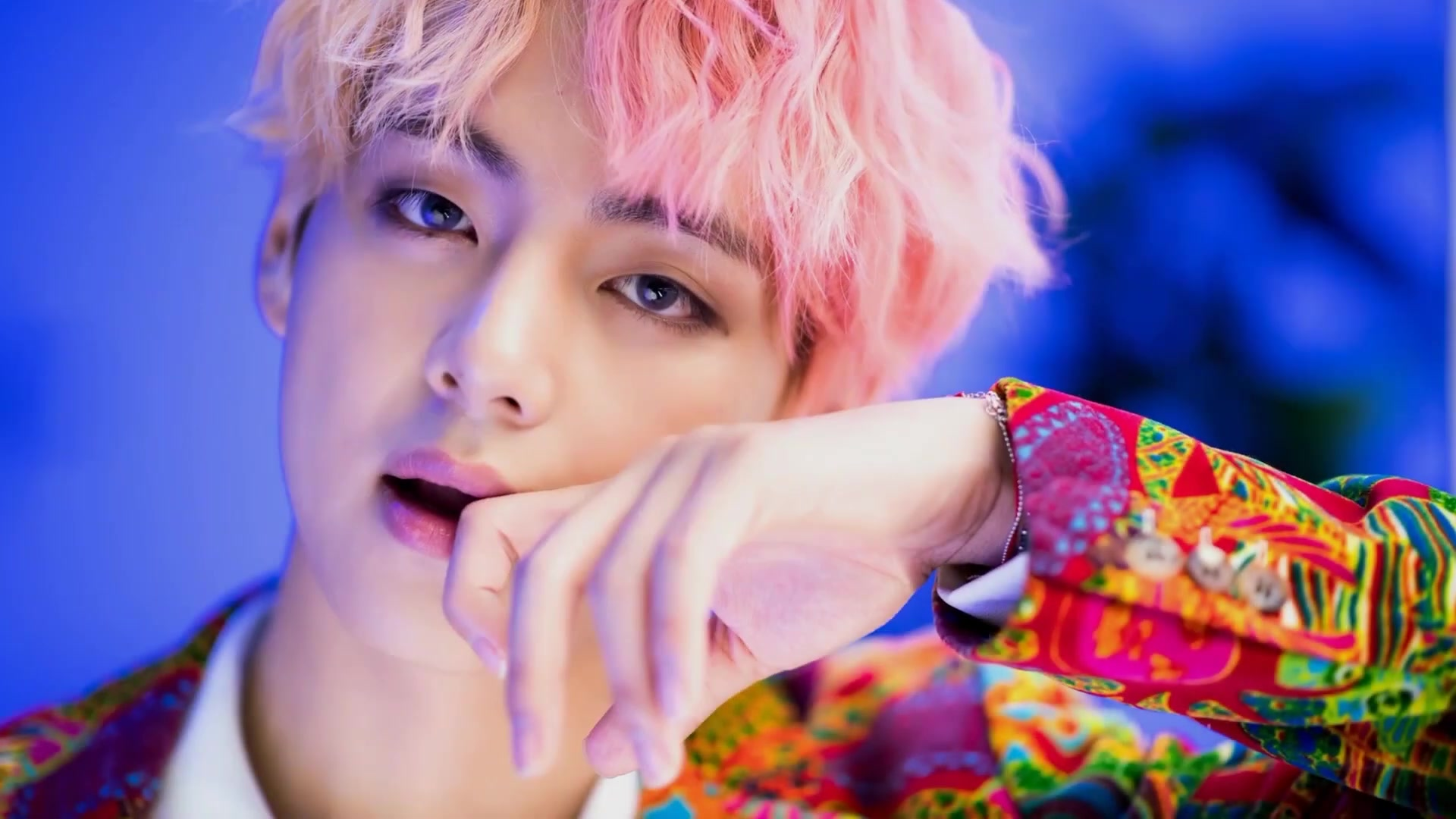
قامت شركة ماتيل بتصنيع دمى بأزياء مطابقة تماماً لأزياء أعضاء بي تي اس في الفيديو الموسيقي لآيدول (في الصورة؛ كيم تايهيونغ)

في الولايات المتحدة، ترسمت آيدول في المركز الحادي عشر في مخطط بيلبورد هوت 100 وكانت الأولى في مبيعات ذلك الأسبوع. نسختا الأغنية سجلتا 43,000 تنزيل في أول أسبوع ونالتا 24.4 مليون استماع في أول أسبوع أيضاً. PopBuzz صنفت الأغنية من ضمن أفضل الفيديوهات الموسيقية في عام 2018
في يناير 2019، تم الإعلان عن تعاون بي تي اس مع شركة ماتيل لصنع دمى من وحي الأزياء التي أرتداها أعضاء بي تي اس في فيديو آيدول الموسيقي.